# グループC

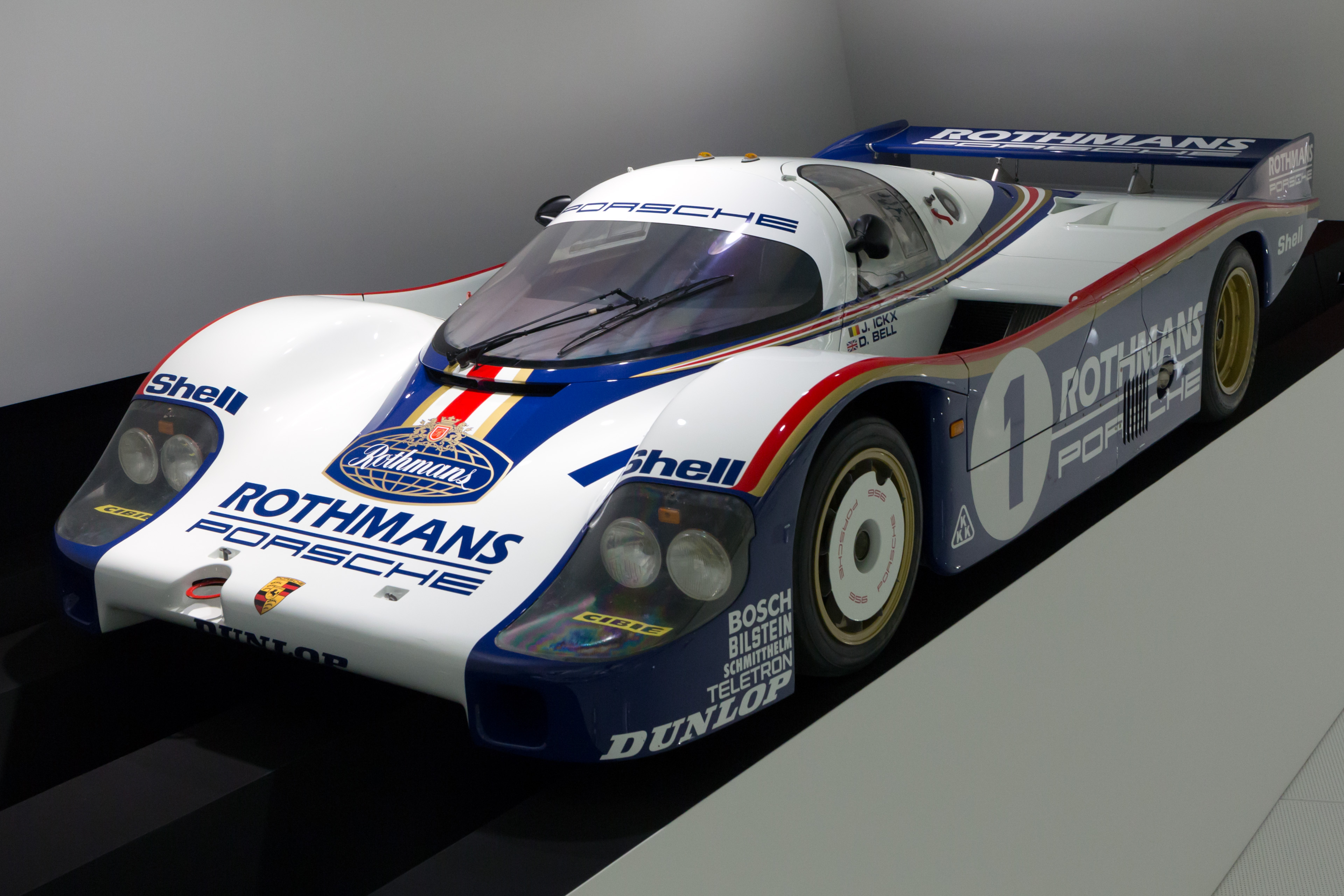
グループCカー ポルシェ・956

グループCは、自動車レースに使用するかつて存在したスポーツカーのカテゴリー。それまでの二座席レーシングカーの後継にあたるカテゴリーである。
1981年、国際自動車スポーツ連盟（FISA）によって発表され、それまで1から8の数字によって形成されていたレギュレーション（国際スポーツ法典・付則J項）を改正し、1982年からAからEおよびNという6つのアルファベットへ簡略化されたものの1つである。

## 規定
このグループC規定でもっとも特徴的な部分は、レース距離に応じ総燃料使用量が規制されたことである。この規定によってこのカテゴリのレースには、速さを低燃費高効率で達成することが求められることとなった。

### 主なレギュレーション
- エンジン：グループAまたはBに公認車両を有する製造者、または同公認車両にエンジンが用いられている製造者が製造するものであれば制限はない。

- 全長：4,800ミリメートル (mm) 以下
- 全幅：2,000 mm以下
- 全高：1,000 mm超、1,100 mm以下
- 最低地上高：60 mm超
- 最低重量：800キログラム (kg) 超
- ドアの数：2枚
- 最大リム幅：16インチ（410 mm）以下
- 燃料タンク容量：100リットル (L) 以下
- 前輪後端から後輪前端までのシャシ底面に横100 mm、縦800 mmのフラットボトム。
- フロントとリアのオーバーハングの合計が、ホイールベースの80%を超えてはならない。
- フロントとリアのオーバーハングの差が、ホイールベースの15%を超えてはならない。

＊上記は原則として草創期のC1クラスのもの。
ボディはルーフの有無に関わらず左右一対のドアを持ち、実用性のある照明を備えることが要求されていた。後にオープンカーであるならドアを不要としたヒルクライム用のクラスが追加された。
またこれら車両レギュレーションとは別に、レースの運用レギュレーションが以下に定められていた。
競技距離または競技時間に対する燃料使用量の上限
- 500キロメートル (km)：323 L (85年から275 L)
- 500マイル：494 L (85年から420 L)
- 1,000 km：600 L (85年から510 L)
- 24時間：2550 L

## 歴史
そもそもグループCの前身である二座席レーシングカーが成立したのは、1960年代に3,000 cc以下のプロトタイプ・スポーツカーと5,000 cc以下のスポーツカーの併存で争われていた国際マニュファクチュアラーズ選手権（のち国際メイクス選手権）が、ポルシェ・917の出現によって事実上同車のワンメイクレースのようになり、競技として成立しなくなったことにあった。1972年、国際自動車連盟（FIA）は生産台数制限なしの3,000 ccプロトタイプに限定するスポーツカー（1972年から1975年まで）で競技を行なうことでポルシェ・917を締め出したが、これも1976年からの二座席レーシングカーでポルシェ・936の独走状態になって、ファンの興味を引かなくなりつつあった。
またこれと併行するかたちで、1970年代後半にFIAの下部組織だったFISAのミーティング席上、石油ショックの中でレース活動を行う大義名分が欲しいという意見が多く出て、何らかの形で燃費を規定に盛り込む意見が多勢を占め、これにフィアットとスクーデリア・フェラーリ以外は前向きな姿勢を見せ、結局1970年代のうちに燃費を規定に盛り込むこと自体は決まり、また排気量やエンジン形式を一切問わない、というところまで間もなく発展した。しかし単純に燃費を制限するとレースが本来持っている迫力を損ない、実験室的イベントになってしまうのではないかという懸念があり、どの程度燃費を制限するのかが大きな問題となった。
ポルシェは1981年のル・マン24時間レースにポルシェ・936/81を投入した。搭載されていた新型エンジン935/76型は3,000 cc以下のグループ6で争われていた当時のル・マン24時間レースでは不利な2,650 ccだが、予選加圧600馬力以上を発揮し4,825.34kmを走り優勝、この時の燃費1.8 km/LがグループCの燃費規定のガイドラインになった。
結局省資源を併せ持った速さを競い合う自動車文明最初のレースとして多くの賛同を受け1982年5月にグループCカー規定に基づくシリーズとして世界耐久選手権（WEC）がスタートした。ル・マン24時間レースもこのシリーズに組み込まれたことから、ル・マン24時間レースの総合優勝もこのグループCカーによって争われることとなった。
コストの増加に伴い、FIAは1983年に新しいグループCジュニアクラスを導入した。これは個人チームと小規模メーカーを対象としており、車の最小重量は700キログラム（kg）、最大燃料容量は55Lに制限されていた。競合他社は1,000kmの距離内で5回の給油停止に制限されていたため、自動車は1,000kmあたり330Lを実質的に許可した。グループCと同様に、エンジンはグループAまたはグループBで公認された自動車を製造している認定メーカーのものである必要があった。Cジュニア車は通常2LのNAエンジンを使用すると予想されていたが、実際にはほとんどの車は3.5L BMW・M1エンジンまたは新しい3.3L コスワースDFL、メインクラスと同様に、さまざまなソリューションが各メーカーによって採用された。小型軽量のターボを備えたアルバ、オースティンローバーを搭載したティガ、スパイス、エキュリーエコセス、そして後にコスワースを搭載した車は、このクラスで最も競争力のある車の1つだった。これらの車の低コストは、存続期間の短いイギリスのBRDC C2チャンピオンシップなどの全国選手権での使用の概念にもつながった。グループCジュニアは、1984年に正式にグループC2に名前が変更された。
年度によって車両細則は変更を受けている。
1982年
車両最低重量は800 kgで燃料タンク容量は100 L。レース距離によって燃料補給回数にも制限がつけられた。ル・マン24時間レースでは補給回数が25回以下とされたため、スタート時の搭載燃料と合わせ、最大2,600Lの燃料を使用することができた。1,000 kmレースと6時間レースでは補給回数5回だった。
1983年
グループCの小型クラスの「グループCジュニア」が新たに制定。最低車両重量700 kgで燃料タンク容量55 L。総燃料使用量は、グループCより少なく設定されている。その他の規定は、グループCと同じ車両規定である。ル・マン24時間レースでは、補給回数25回以下とされたため、スタート時の搭載燃料と合わせ、最大1,430 Lの燃料を使用することができた。
1984年
「グループCジュニア」の名称が「グループC2」に変更。この変更に伴い昨年までの「グループC」は「グループC1」に名称変更となり最低車両重量が850 kgに変更。C1・C2クラスともに燃料補給回数の規制は撤廃され総燃料使用量のみとなり、燃料を有効に活用できるようになった。
1985年
C1の総燃料使用量が削減され燃費規制が強化。ル・マン24時間レースでは2,600 Lから2,210 Lに変更された。選手権対象がメーカーから参戦チームに変更された。
1986年
シリーズに耐久レースだけでなく短距離レースも加え、シリーズ名称を世界耐久選手権（WEC）から世界スポーツプロトタイプカー選手権（WSPC）と改称され、多くの自動車メーカーがワークス参戦し大きな盛り上がりを見せた。ル・マン24時間レースでの総燃料使用量が変更され、C1は2,550 L、C2は1,650 Lとなった。
1988年
リアディフューザーの地上高が280 mmに制限された。
1989年
唯一国際ヒルクライムに「グループ6」として残置されていた二座席レーシングカーの代替としてC3が追加された。エンジン排気量1L以下で車両最低重量500kgのクラスから、2.5L以下で640kgのクラスまで5クラスに分かれていた。レース距離を480 kmに統一。チームに全戦参加義務が課された。C1の最低重量が900 kgに引き上げられた。ル・マン24時間レースは選手権から外れた。
1990年
C2が廃止された。ル・マン24時間レースは選手権から外れた。
1991年
WSPCがスポーツカー世界選手権（SWC）と改称され、それとともにレギュレーションが変わり、エンジンが当時のF1と同じ排気量3,500 ccの自然吸気エンジンのみとなった（ただし1991年に限っては、旧規定下で作られたマシンも重量ハンディなどを受けた上で参戦が認められた）。これはのちのFIAの会長となるマックス・モズレーらが「F1とエンジンレギュレーションを共通化することで、グループCに参戦する自動車メーカーがF1にエンジンを供給しやすくなり、双方のカテゴリーの活性化につながる」と目論んだことによる。しかし、この共通化はマシン製作費の高騰を招き、旧WSPCに参戦していた多くの自動車メーカーの撤退を招くこととなった。このためSWCは1992年限りで廃止された。
1993年
C1が廃止され、替わってグループCにグループBのコクピット要素を採り入れたグループGT（後のグループGT1）と、C3よりも低コストのグループCNが導入された。
1999年
最後のグループCであったC3が廃止された。
日本では1983年に全日本耐久選手権としてグループCによるシリーズ戦がスタート。後に全日本スポーツプロトタイプカー耐久選手権（JSPC）と改称し、WSPCがSWCに改称した後も旧グループC規定に基づく燃費規制レギュレーションによるレースが行われていたが、バブル景気の崩壊に伴う自動車メーカーの経営状態の悪化などを背景に、SWCと同様に1992年限りでシリーズが終了した。

## 代表的なグループCカテゴリーのマシン

### ジャガー
- ジャガー・XJR-9（1988年のル・マン24時間レース優勝）
- ジャガー・XJR-12（1990年のル・マン24時間レース優勝）
- ジャガー・XJR-14（1991年のSWCタイトル獲得、設計はロス・ブラウン）

### ランチア
- ランチア・LC2

### マツダ
- マツダ・737C
- マツダ・757C
- マツダ・787B（1991年のル・マン24時間レースで日本車初のル・マン24時間レース総合優勝）
- マツダ・MX-R01（TWR製作のシャシーにジャッド製GV改を搭載）

### メルセデス・ベンツ
- ザウバー・C9/メルセデス（1989年のル・マン24時間レース優勝）
- メルセデス・ベンツ・C11（1990年 WSPCタイトル獲得、ミハエル・シューマッハもドライバーの一人だった）
- メルセデス・ベンツ・C291

### 日産
- 日産・スカイラインターボC（1982年 南アフリカ・キャラミ9時間耐久用グループ5マシン（R30スカイラインベース）からの改造車。グループCに参戦した唯一のフロントエンジン車）
- マーチ・85G/日産（1985年 WEC-JAPAN優勝）
- マーチ・86G/日産（1987年 国産エンジン搭載車初のWEC-JAPANポールポジション獲得）
- 日産・R89C（1989年 日本のグループCカーとして初めて欧州で勝利を挙げた）
- 日産・R90CP（1990年 日本車初のJSPCシリーズ制覇、日本製）
- 日産・R90CK（1990年のル・マン24時間レースで日本車初のル・マン24時間レースポールポジション獲得、英国製）
- 日産・R91CP（1992年のデイトナ24時間レース優勝・最高周回数記録樹立、日産が初めて内製したグループCカー）
- 日産・R92CP（1992年のJSPC全戦優勝。旧富士スピードウェイのホームストレートで速度400 km/hを超えた）
- 日産・NP35

### プジョー
- プジョー・905（1992年・1993年のル・マン24時間レース優勝、チーム監督はジャン・トッド）

### ポルシェ
- ポルシェ・956（1982年・1983年・1984年・1985年のル・マン24時間レース優勝）
- ポルシェ・962C（1986年・1987年のル・マン24時間レース優勝）

### トヨタ

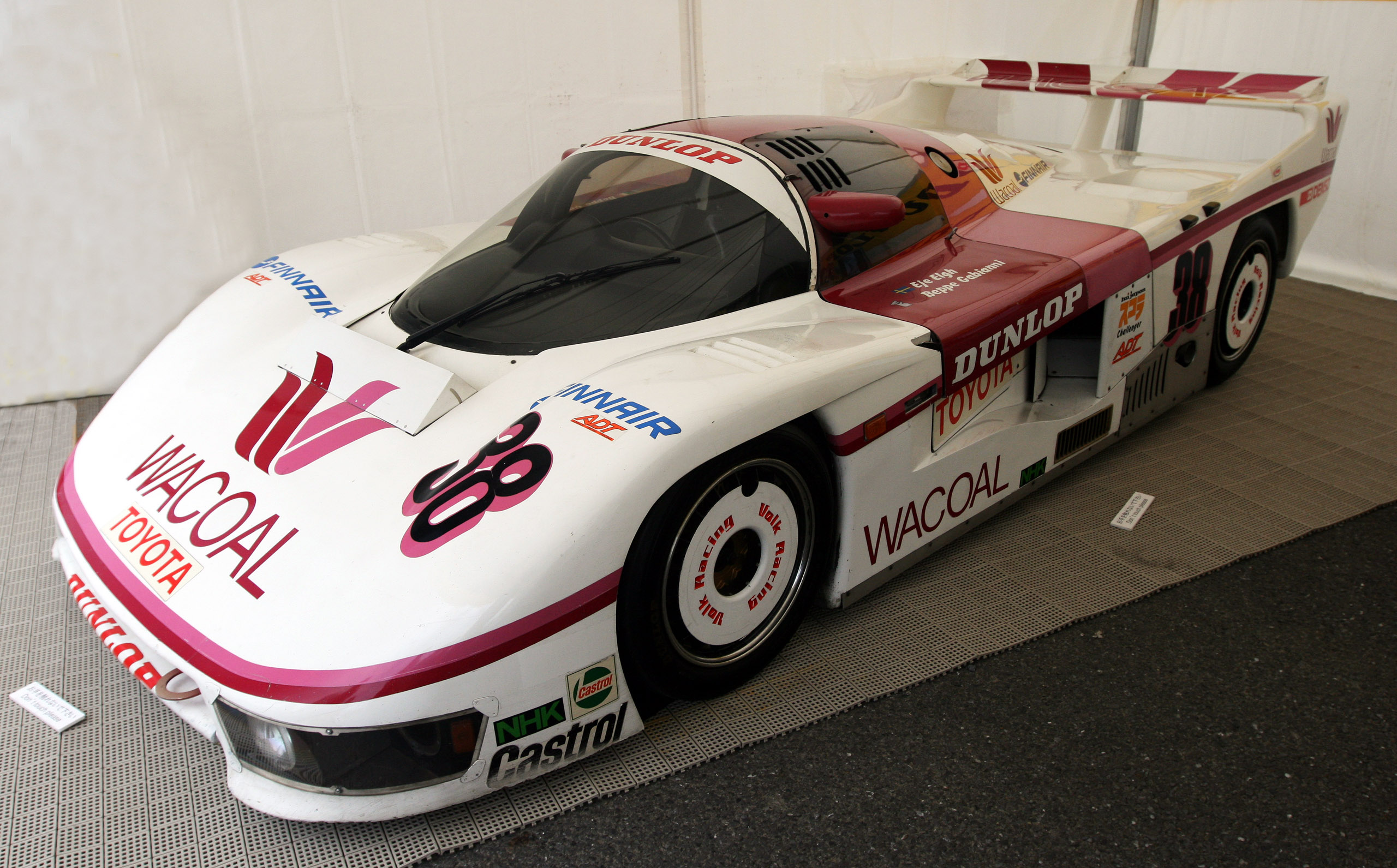
モータースポーツジャパン2008に展示された童夢85C

- トムス童夢・セリカC（国産初のグループCカー）
- 童夢・84C/トヨタ（国産C1で初めて優勝したグループCカー）
- トムス・86C/トヨタ（1986年のWEC-JAPANで幻のポールポジション。ドライバーは中嶋悟だった）
- トヨタ・87C（1987年 JSPCで2勝）
- トヨタ・88C-V（国産で初めてフルカーボンモノコックを採用したグループCカー）
- トヨタ・89C-V（1989年 WSPC鈴鹿でポールポジション獲得）
- トヨタ・90C-V（1990年 WSPC鈴鹿でポールポジション獲得）
- トヨタ・91C-V
- トヨタ・TS010（1992年 SWCで1勝）